# Gora Guseva
Gora Guseva är ett berg i Antarktis. Det ligger i Östantarktis. Australien gör anspråk på området. Toppen på Gora Guseva är 1 342 meter över havet.
Terrängen runt Gora Guseva är huvudsakligen platt, men söderut är den kuperad. Trakten är obefolkad. Det finns inga samhällen i närheten.